# Super Qix
Super Qix, aussi connu sous le nom de Castle Qix, est un jeu vidéo d'action développé et édité par Taito Corporation, sorti en 1987 sur borne d'arcade. Il s'agit de la suite de Qix.